# Cryphaea patens
Cryphaea patens là một loài Rêu trong họ Cryphaeaceae. Loài này được Hornsch. ex Müll. Hal. miêu tả khoa học đầu tiên năm 1845.